# Mosztefa ben Búlaíd repülőtér
A Mosztefa ben Búlaíd repülőtér (IATA: BLJ, ICAO: DABT) Algéria egyik nemzetközi repülőtere, amely Batna közelében található. Éves utasforgalma 13 692 fő (2020).

## Futópályák
A repülőtér futópályái:
- 05/23 (bitumen)

## Légitársaságok és úticélok
| Légitársaság | Célállomások                                                              |
| ------------ | ------------------------------------------------------------------------- |
| Air Algérie  | Algiers, Lyon, Marseille, Párizs–Orly Szezonális: Paris–Charles de Gaulle |

## Forgalom
Az utasforgalom az elmúlt években az alábbi módon változott:
| Utasok száma | 78 349 | 78 658 | 83 112 | 72 742 | 72 679 | 79 864 | 74 782 | 74 595 | 75 350 | 13 692 |
|              | 2006   | 2008   | 2009   | 2011   | 2012   | 2014   | 2015   | 2017   | 2018   | 2020   |